# 小行星16641
小行星16641（16641 Esteban）是一颗绕太阳运转的小行星，为主小行星带小行星。该小行星于1993年8月16日发现。

## 轨道参数
小行星16641的轨道半长轴为2.3168756 UA，离心率为0.143。